# Австралийский морской бекас
Австралийский морской бекас (лат. Notopogon lilliei) — вид лучепёрых рыб из семейства макрорамфозовых (Macroramphosidae). Морские придонные рыбы. Распространены в субтропических и умеренных морях Южного полушария. Максимальная длина тела 27 см. Видовое название дано в честь британского биолога Д. Лилли (англ. Denis G. Lillie).

## Описание
Тело высокое, сжато с боков, с костными пластинками вдоль спины. Верхний профиль тела перед спинным плавником почти прямой, с небольшим горбом и очень маленькими щетинками у крупных особей. Чешуя мелкая, ланцетовидная, несколько приподнята, что делает тело бархатистым на ощупь. Рыло длинное, трубкообразное, с маленьким конечным ртом. Два спинных плавника. В первом спинном плавнике 7 колючих лучей. Вторая колючка сильная и длинная. Второй спинной плавник с 14—15 мягкими лучами. В анальном плавнике 17—19 мягких лучей.
Максимальная длина тела 27 см. Рисунок на теле характерный и сложный. Задняя часть тела красновато-коричневая, внутри области заключён бледный красновато-розовый овал с серебристым краем. На груди разбросаны маленькие серебристые пятна. Второй спинной, анальный и хвостовой плавники с чередующимися полупрозрачными и красноватыми полосами.

## Ареал
Распространены в юго-западной части Тихого океана: Австралия, Тасмания и Новая Зеландия. Единичные находки у берегов Южной Африки и в юго-восточной части Атлантического океана: острова  Тристан-да-Кунья и  Гоф. Морские придонные рыбы. Обитают на континентальном шельфе на глубине до 600 м, обычно на глубинах от 150 до 300 м. Вероятно, питаются мелкими планктонными ракообразными. Их образ жизни практически неизвестен.